# 黑貓亨利
《黑貓亨利》是一系列網路上播放的短片，內容是一隻黑白貓亨利的存在主義思維。黑貓亨利一系列影片是威廉·布萊登（William Braden）拍攝的。

## 影片製作
短片系列中的第一部《亨利》Henri是威廉·布萊登在西雅圖電影學院讀書時拍攝的電影報告。 布萊登的靈感是來自於一般美國人對法國電影的看法。「法國電影給人的感覺是非常矯揉做作又本位主義的...可是誰又能比得過家貓更會故作風雅顧影自憐？」
影片是由布萊登寫稿，布萊登的母親幫忙糾正法語發音以及潤稿。 亨利是在11天內完稿，拍攝，剪接和配音而成的。

## 短片

### 《亨利》（2007）
《亨利》（Henri）在2007年五月27日推出 《亨利》是由威廉·布萊登撰稿及導演，由西雅圖電影學院製作的。

### 《亨利2，續集》（2012）
第二部短片《亨利2，續集》（Henri 2, Paw De Deux）於2012年4月6日在YouTube上發表。 《亨利2，續集》在網路貓影展（Internet Cat Video Film Festival）獲得最佳貓影片中的最佳貓咪獎（Best Kitty Award）。 
威廉·布萊登告訴Mashable的獲獎感言是「這是個很大的榮耀，我從來沒有呼嚕得這麼大聲過」

### 《亨利3，獸醫》（2012）
第三部短片《亨利3，獸醫》（Henri 3, Le Vet）於2012年6月20日在YouTube上發表。

### 《亨利 - 政治》（2012）
第四部短片《亨利 - 政治》（Henri - Politique）於2012年9月27日在YouTube上發表。 這部短片是西雅圖時報政治影片競賽的示範影片。

### 《亨利4，鬧鬼》（2012）
第五部短片《亨利4，鬧鬼》（Henri 4, L'Haunting）於2012年10月30日在YouTube上發表。

### 《亨利5，最糟糕的聖誕節》（2012）
第六部短片《亨利5，最糟糕的聖誕節》（Henri 5, "The Worst Noël"）於2012年12月21日在YouTube上發表。

## 印刷出版
藍燈書屋旗下的Ten Speed Press於2013年4月30日發表威廉·布萊登寫的 《黑貓亨利 - 一隻憤世嫉俗的貓的存在主義思維》 （Henri, le Chat Noir: The Existential Musings of an Angst-Filled Cat）。

## 評價
影評羅傑·艾伯特稱《亨利2，續集》為「有史以來最好的網路貓影片」。 波音波音的科學編輯Maggie Koerth-Baker也認為《亨利2 - 續集》是「網路上最好的貓影片」。 大西洋雜誌評論說這短片「有點像藝術電影，有點戲孽，絕對是以貓為主的，...這短片太完美了，或是說，呃，purrfect」。
哈芬登郵報評論《亨利3，獸醫》時說亨利「簡直像貓版的塞尔日·甘斯布，只是他不唱歌，不酗酒，也沒有醜聞。或許他並不像Serge Gainsbourg。或許亨利就像他最近這部短片裡說得一樣，就只是做他自己的貓」。

## 外部連結
- 官方網站
- 互联网电影数据库（IMDb）上《黑貓亨利》的资料（英文）